# Манес Шпербер
Манес Шпербер (нім. Manès Sperber; 12 грудня 1905, Заболотів, Снятинський район, Івано-Франківська область — 5 лютого 1984, Париж) — німецький письменник, есеїст, соціальний психолог. Галицький єврей за походженням.

## Біографія
Народився в Галичині, в хасидській родині, в 1916 р. перебралися до Відня. Там Шпербер примкнув до молодіжного соціал-демократичному руху Хашомер-Хацаір.
Вчився у Альфреда Адлера, у 1932 році вони розірвали стосунки. 1926 року Шпербер опублікував монографічний есей про вчителя.
1927 року переїхав до Берліна, вступив у комуністичну партію. Професор психології та соціології в Берліні (1928–1933 роки).
З приходом Гітлера до влади був позбавлений кафедри, посаджений у в'язницю, але незабаром звільнений як громадянин Польщі. Виїхав за кордон — до Югославії, в 1934 — до Парижа.
1937 року вийшов з лав комуністичної партії.
1939 року опублікував у Парижі німецькою мовою антитоталітарні есеї Аналіз тиранії і Тоталітарна держава.
Після окупації німецькими військами Парижа ховався разом з родиною в містечку Кань в Приморських Альпах, у «вільній зоні». В 1942 р. перевіз сім'ю в нейтральну Швейцарію. 1945 р. повернувся до Парижу, працював у видавництві.
Похований на кладовищі Монпарнас.

## Літературна творчість
Відомий цикл романів Шпербера Як сльоза в океані (1949–1955), автобіографічна трилогія Всі прожиті дні (1974–1977).

## Твори
- Charlatan und seine Zeit (1924)
- Alfred Adler — Der Mensch und seine Lehre — Ein Essay (1926)
- Zur Analyse der Tyrannis (1939, Essay)
- Wie eine Träne im Ozean (1961)
  - Der verbrannte Dornbusch (1949)
  - Tiefer als der Abgrund (1950)
  - Die verlorne Bucht (1955)
- Die Achillesferse (1960)
- Zur täglichen Weltgeschichte (1967)
- Alfred Adler oder Das Elend der Psychologie (1970)
- Leben in dieser Zeit (1972)
- Wir und Dostojewski: eine Debatte mit Heinrich Böll ua geführt von Manès Sperber (1972)
- Zur Analyse der Tyrannis. Das Unglück, begabt zu sein. Zwei sozialpsychologische Essays (1975)
- All das Vergangene
  - Die Wasserträger Gottes (1974)
  - Die vergebliche Warnung (1975)
  - Bis man mir Scherben auf die Augen legt (1977)
- Individuum und Gemeinschaft (1978)
- Sieben Fragen zur Gewalt (1978)
- Churban oder Die unfaßbare Gewißheit (1979)
- Der freie Mensch (1980)
- Nur eine Brücke zwischen gestern und morgen (1980)
- Die Wirklichkeit in der Literatur des 20. Jahrhunderts (1983)
- Ein politisches Leben — Gespräche mit Leonhard Reinisch (1984)
- Geteilte Einsamkeit — Der Autor und seine Leser (1985, Essay)
- Der schwarze Zaun (1986)

## Нагороди
Велика літературна премія Баварської академії красних мистецтв (1971), премія Георга Бюхнера (1975), Велика державна літературна премія Австрії (1977), Премія миру німецьких книготорговців (1983), Європейська премія за есе імені Шарля Вейона (1979).

## Книги українською мовою
- Шпербер М. Господні водоноси / вступ. стаття, пер. та примітки Петра Рихла. — Чернівці: Молодий буковинець, 2000. — 215 с.
- Шпербер М. Хурбан, або Незбагненна певність: есеї / передм., пер. з нім. та глосарій Петра Рихла. — Чернівці: Книги-XXI, 2009. — 267 с.